# Katsuyuki Konishi
Katsuyuki Konishi (小西 克幸, Konishi Katsuyuki) nascut el (21 d'abril de 1973 -) és un seiyū de Wakayama, Prefectura de Wakayama. Treballa actualment per Ken Production. El seu paper de debut fou Volfogg/Big Volfogg en GaoGaiGar.

## Papers de veu
Els paper principals en negreta.

### Animació
- Agatha Christie's Great Detectives Poirot and Marple (Mister Robinson)
- Air Master (Yoshitoku Konishi)
- Aquarian Age: Sign for Evolution (Shingo Hirota)
- Avenger (Garcia)
- Bamboo Blade (Toraji Ishida)
- Black Cat (Zaguine Axeloke)
- Bleach (Asano Keigo, Shūhei Hisagi)
- Blood+ (Hagi)
- Bobobo-bo Bo-bobo (Kanemaru, Tarashi)
- Cardcaptor Sakura (Spinel Sun, Yoshiyuki Terada)
- CatDog (Cat (Jim Cummings))
- Ceres, The Celestial Legend (Tōya)
- Daphne in the Brilliant Blue (Jirō)
- D.Gray-man (Komui Lee, mànager de la botiga, veí del costat de la casa de Miranda, unitat de recerca, civil, cobrador)
- Dear Boys (Kenji Dobashi)
- Detectiu Conan (Hojima Akira ep 335-336)
- Duel Masters (Knight)
- Full Metal Panic! (Shirai Satoru)
- Gakuen Heaven (Tetsuya Niwa)
- GaoGaiGar (Volfogg, Big Volfogg)
- GeGeGe no Kitarou (fifth series) (Shu no Bon)
- Geisters (Victor Deicius)
- George and Martha (George (Nathan Lane))
- GetBackers (Shunsuke Akutsu, Uryuu Toshiki)
- Hetalia - Axis Powers (Amèrica - EUA)
- Hikaru no Go (Hiroyuki Ashiwara)
- Immortal Grand Prix (Ricardo Montazio)
- Inazuma Eleven Go Chrono Stone (Zanark Abalonik)
- Karin (Usui Kenta)
- Kaze no Stigma (Irwin Leszal)
- Kiniro no Corda (Shinobu Ōsaki)
- Kishin Taisen Gigantic Formula (Hasan Pappas)
- Kyo Kara Maoh! (Shōri Shibuya)
- Kyōshirō to Towa no Sora (Kyōshirō Ayanokōji)
- The Law of Ueki (Monjirō Oniyama)
- Loveless (Agatsuma Soubi)
- Macross Frontier (Ozma Lee)
- Magical Shopping Arcade Abenobashi (Kōhei Tanaka)
- MÄR (Ash, Jupiter, Boss)
- MegaMan NT Warrior series (Kenichi Hino)
- Mirmo! (Doctor)
- Mobile Suit Gundam 00 (Johann Trinity)
- Monkey Typhoon (Juterm)
- Monochrome Factor (Ko)
- Moyashimon (Kaoru Misato)
- My-Otome (Sergay Wáng)
- Oh! Edo Rocket (Genzō)
- Ojarumaru (Muitsu Ichiroku)
- One Piece (Salco)
- Onmyō Taisenki (Inferno of Yatarōu)
- Pluster World (Mighty V)
- Pokémon (El Snorlax d'Ash, el Heracross d'Ash, Delibird, altre)
- Pokémon Advanced Generation (El Cacnea de James, el Corphish d'Ash, Brody, altres)
- Pokémon Diamond and Pearl (El Cacnea de James, el Croagunk de Brock, altres)
- Prince of Tennis (Kajimoto Takahisa)
- Raiku: Legend of Thunder (Raikou)
- Rental Magica (Sekiren)
- Rune Soldier (Louie)
- Samurai Champloo (Daikichi)
- Samurai Deeper Kyo (Mibu Kyoshiro)
- Sekirei (Kaoru Seo)
- Shaman King (Amidamaru, Rakisuto Rasso, Buramuro)
- Shōnen Onmyōji (Guren-Touda)
- Skip Beat! (Ren Tsuuruga)
- Stellvia of the Universe (Commander Clark)
- Superior Defender Gundam Force (Asuramaru)
- Tengen Toppa Gurren Lagann (Kamina, Makken (posat als crèdits com "Reo Kaminaga"))
- Transformers: Energon (Optimus Prime, Overdrive)
- Trinity Blood (Radō Balfon)
- Tytania (Fan Hulic)
- Xam'd: Lost Memories (Akushiba)
- Yakitate!! Japan (Karne)

### Drama CDs
- 7 Seeds (Semimaru Asai)[1]
- Hetalia - Axis Powers (Amèrica - EUA)
- Pandora Hearts (Raven)
- Pyū to Fuku! Jaguar (Hammer)

### OVA
- The King of Braves GaoGaiGar FINAL (Volfogg/Big Volfogg)
- Mobile Suit Gundam SEED C.E. 73: Stargazer (pare de Sven)
- Saint Seiya Hades - Chapter Inferno (Phoenix Ikki)
- Tales of Symphonia: The Animation (Lloyd Irving)

### Animació a la pantalla gran
- Cowboy Bebop: The Movie (Robber D)
- Phantom Blood (Jonathan Joestar)
- Pokémon: Destiny Deoxys (Rayquaza)
- Pokémon: Jirachi Wishmaker (Salamence)
- Pokémon Ranger and the Temple of the Sea (Fearow)
- Pokémon: The Movie 2000 (Zapdos)

### Videojocs
- .hack//G.U. (Sakaki)
- 2nd Super Robot Wars Alpha (Volfogg/Big Volfogg)
- Blazer Drive (Jonathan)
- Eternal Sonata (Prince Crescendo)
- Galaxy Angel (Lester Cooldaras)
- Clover no Kuni no Alice (Blood Dupre)
- Heart no Kuni no Alice (Blood Dupre)
- The King of Fighters series (Maxima)
- Kiniro no Corda (Shinobu Ōsaki)
- Kiniro no Corda 2 (Shinobu Ōsaki)
- Samurai Deeper Kyo (Mibu Kyoshiro)
- Samurai Shodown: Warriors Rage (Hanzo Hattori)
- Silver Chaos (Leica Kit)
- Silver Chaos II: Artificial Mermaid (Jael Koga)
- Soulcalibur Legends (Lloyd Irving)
- Super Robot Wars Alpha 3 (Volfogg/Big Volfogg)
- Tales of Symphonia (Lloyd Irving)
- Tales of the World: Radiant Mythology (Lloyd Irving)
- Tales of Symphonia: Dawn of the New World (Lloyd Irving)
- Samurai Warriors 2 Xtreme Legends (Toshiie Maeda)
- Assassin's Creed (Altaïr in Japanese dub)
- Fatal Frame IV (Choushiro Kirishima)
- Your·Memories Off ~Girl's Style (Ku-ta)

### Paper de doblatge a pel·lícules
- The Fast and the Furious: Tokyo Drift (Sean Boswell (Lucas Black))
- Meteor Garden (Dao Ming Si (Jerry Yan))
- Doctor Who (The Doctor (Christopher Eccleston))